# Augusto de Lima
Augusto de Lima là một đô thị thuộc bang Minas Gerais, Brasil. Đô thị này có diện tích 1250,649 km², dân số năm 2007 là 4589 người, mật độ 3,8 người/km².